# William Duane (Physiker)

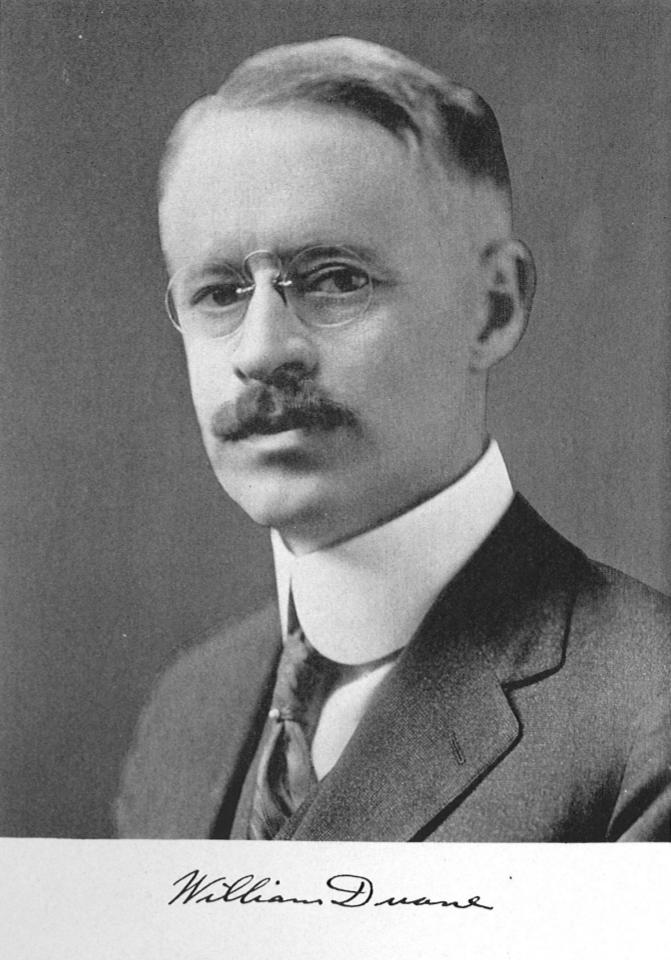
William Duane (1936)

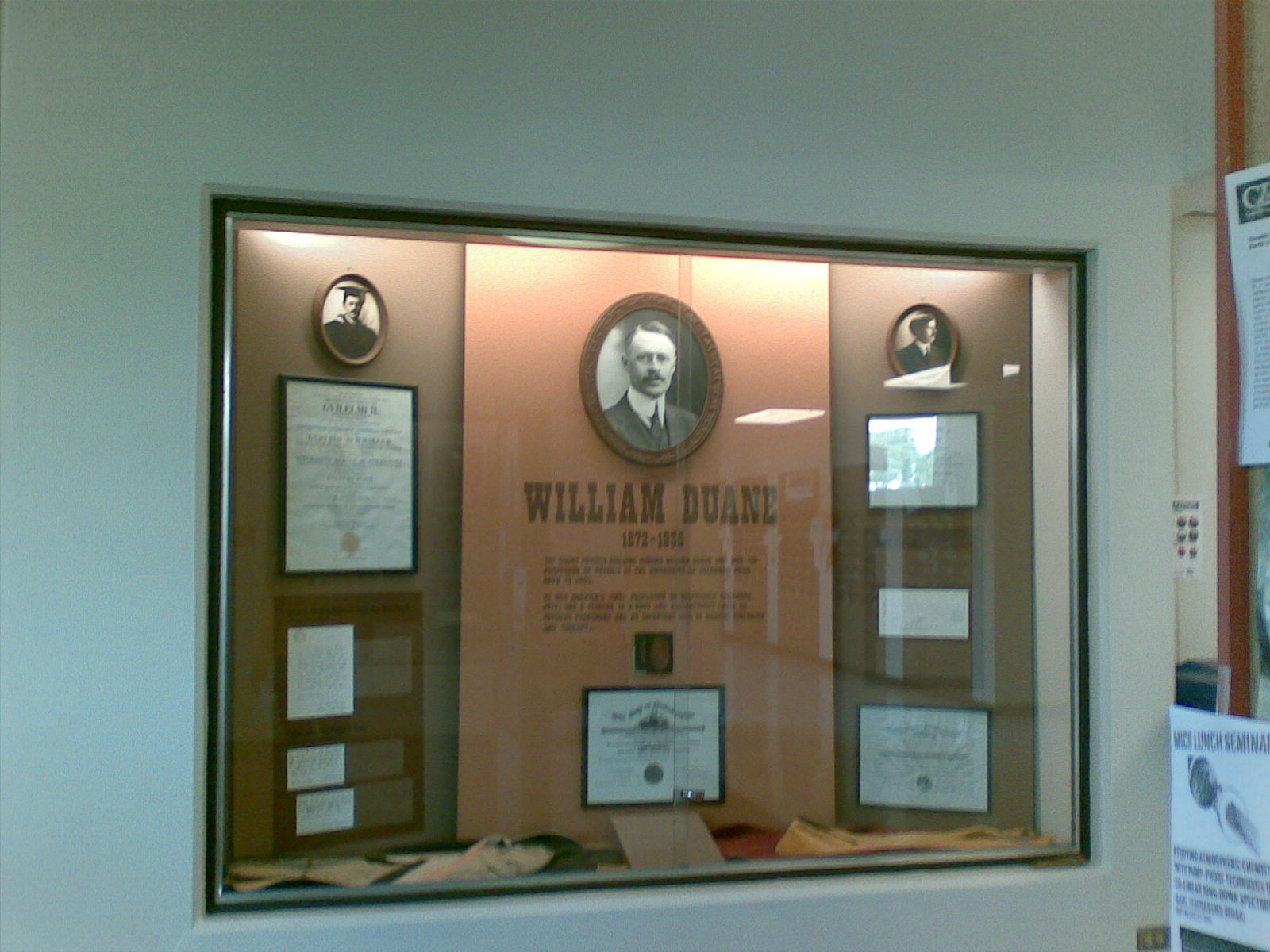
Schautafel zu Duane an der University of Colorado Boulder.

William Duane (* 17. Februar 1872 in Philadelphia, Pennsylvania; † 7. März 1935 in Devon, Pennsylvania) war ein US-amerikanischer Physiker.
Duane stammte in 5. Generation von Benjamin Franklin ab. Er studierte ab 1888 an der University of Pennsylvania (mit dem Bachelor-Abschluss als Bester seines Jahrgangs), ab 1892 an der Harvard University (Master-Abschluss 1895 bei John Trowbridge) und ab 1895 als Tyndall Fellow an der Universität Göttingen und der Humboldt-Universität Berlin, an der er unter anderem bei Max Planck studierte und 1897 promoviert wurde (bei Walther Nernst). Ab 1898 war er Professor für Physik an der University of Colorado. 1908 bis 1913 war er im Labor von Pierre Curie und Marie Curie in Paris und befasste sich in dieser Zeit mit Radioaktivität, woraus mehrere Veröffentlichungen entstanden (allerdings keine direkt mit Marie Curie). Ab 1913 war er Assistant Professor für Physik in Harvard und ab 1917 Professor für Biophysik in Harvard. In dieser Zeit befasste er sich vor allem mit dem medizinischen Einsatz von Röntgenstrahlen besonders gegen Krebs und arbeitete teilweise im Huntington Hospital. 1934 ging er in den Ruhestand. Schon lange vorher war er aber durch seine Diabetes-Erkrankung stark behindert und verlor zum Beispiel 1927 Teile seines Sehvermögens.
Das Duane-Hunt-Gesetz in der Physik von Röntgenstrahlen ist nach ihm benannt. Weiterhin war er für eine Methode der Bestimmung der Bestrahlungsdosis durch Röntgenstrahlung über die Ionisierung der Luft bekannt, der er auch auf einem Internationalen Kongress in Stockholm 1928 zu internationaler Anerkennung verhalf. Er entwickelte auch Methoden Radon zu gewinnen, das für die Krebsbehandlung eingesetzt wurde.
1924 war er in eine Kontroverse mit Arthur Holly Compton verwickelt, da er bei eigenen unabhängigen Messungen des Compton-Effekts von Comptons Erklärung abweichende Beobachtungen machte, unter anderem eine Materialabhängigkeit, die er einer sekundären Wechselwirkung von durch die Röntgenstrahlen freigesetzten Photoelektronen mit Materie zurückführte. Am Ende setzte sich aber Compton durch.
1923–1924 war er Präsident der American Association for Cancer Research und 1922/23 Vorstand der Abteilung Physik des National Research Council. 1923 erhielt er den Comstock Preis der National Academy of Sciences, deren Mitglied er war. Außerdem war er Mitglied der American Academy of Arts and Sciences (1914), der American Physical Society, der American Philosophical Society (1920) und der American Association for the Advancement of Science.
1922 erhielt er die John Scott Medal von Philadelphia und 1923 den Leonard Preis der amerikanischen Röntgengesellschaft. Er war Ehrendoktor der University of Pennsylvania und der University of Colorado. Ein Physikgebäude der University of Colorado ist nach ihm benannt.
Er war seit 1899 verheiratet und hatte vier Kinder.